# Congresso do Paraguai

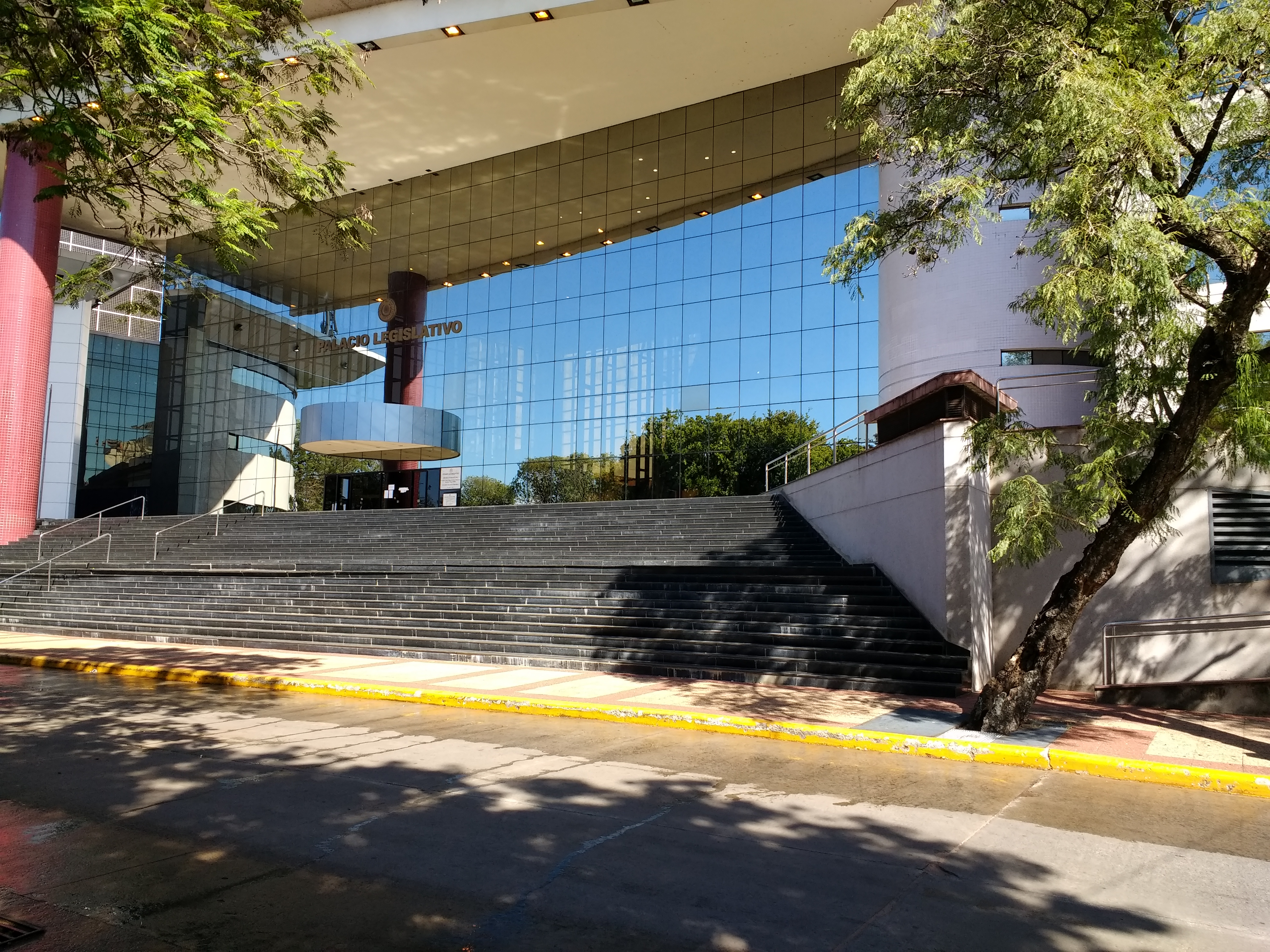
Sede do Congresso do Paraguai

O Congresso do Paraguai (Congreso de Paraguay) é o mais alto órgão legislativo da República do Paraguai, de tendência bicameral; composto pelo Senado e a Câmara dos Deputados (respectivamente, câmaras alta e baixa). O Senado possui 45 e a Câmara 80 membros, eleitos no mesmo período em que o Presidente. Os deputados são eleitos proporcionalmente por departamento e os senadores nacionalmente. 